# Плато

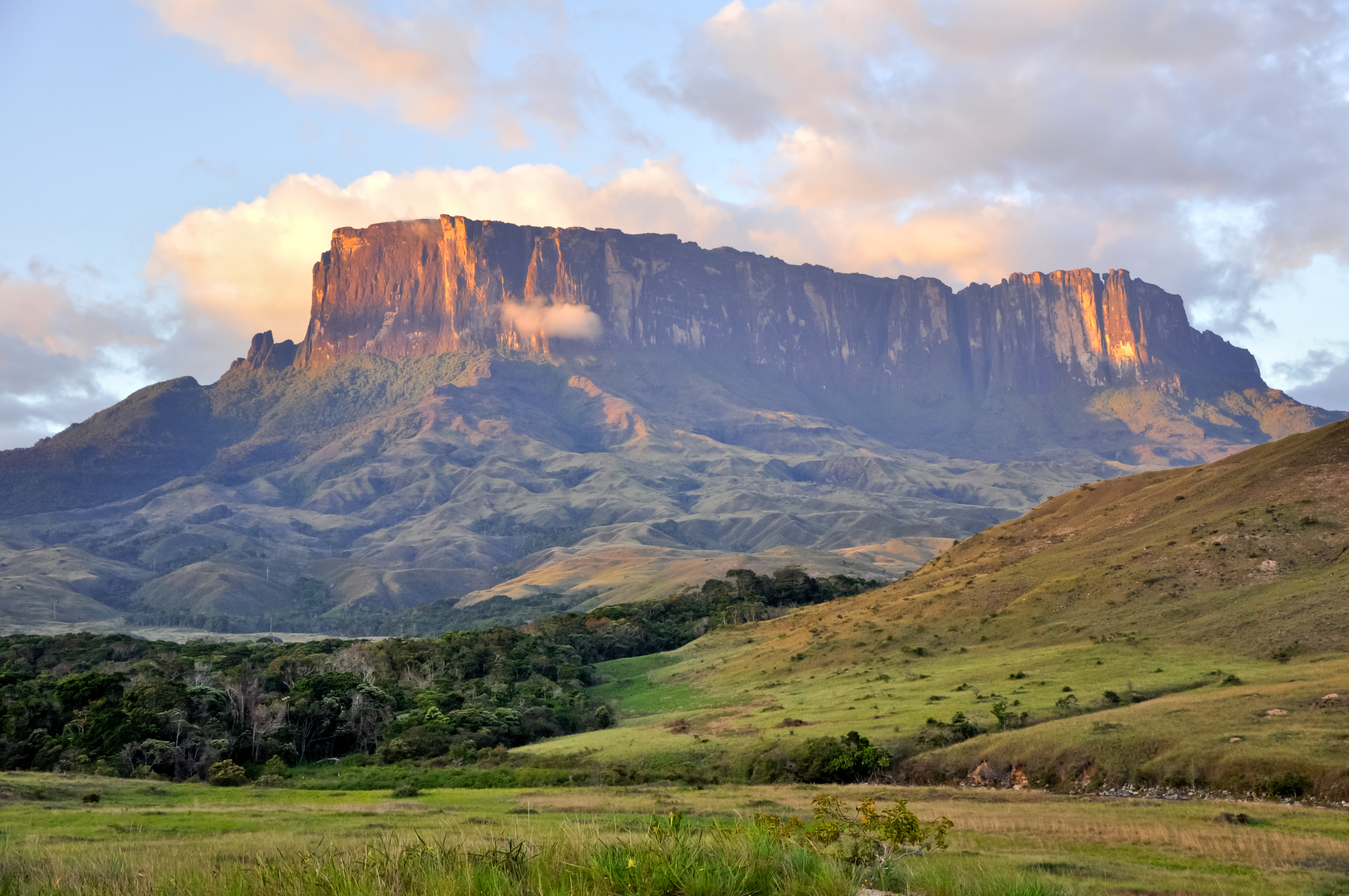
Плато Рорайма

Плато́ (фр. plateau, от plat — «плоский») — возвышенная равнина с ровной или волнистой слабо разделённой поверхностью, ограниченная отчётливыми уступами от соседних равнинных пространств.
Также под словом плато подразумевают лавовое плато — возвышенную равнину, простирающуюся у различных географических объектов (вулканов, гор, ущелий), образовавшуюся в результате вулканической деятельности. Плато может формироваться на слоях вулканических или осадочных пород.

## Формирование
Плато могут появляться в результате различных геологических процессов, таких как выход большого количества вулканической магмы, экструзия лавы или эрозия.

### Лавовое плато

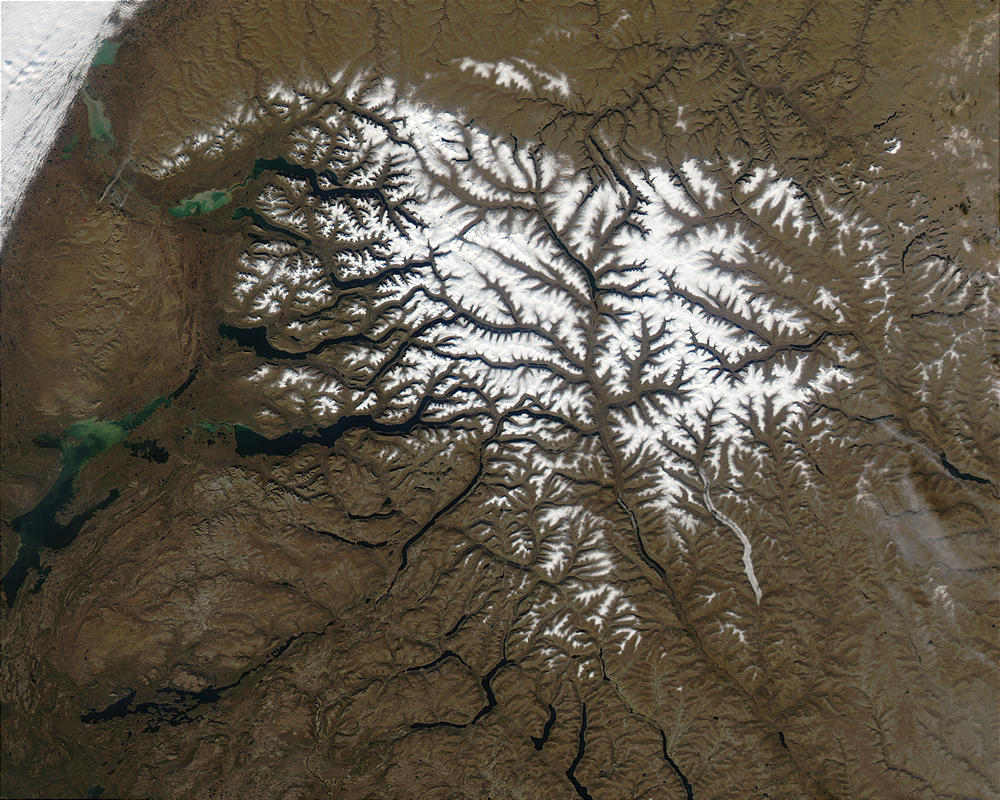
Спутниковый снимок плато Путорана. Сентябрь 2003

Лавовые плато — обширное плато, образующееся в результате вулканической деятельности, когда на поверхность выходит большой объём жидкой базальтовой лавы, заполняющей неровности рельефа. Примером является плато Путорана.

### Денудационные плато
Плато, образованные сносом и переносом (водой, ветром, льдом, непосредственным действием силы тяжести) продуктов разрушения горных пород в пониженные участки земной поверхности, где происходит их накопление. Представители — Уфимское плато, Зауральское плато.

## Виды плато
Плато делят на подводные плато и плато на суше. Подводные плато — ограниченные уступами на срединно-океанических хребтах и на материковом склоне поднятия океанического дна с выровненной поверхностью, ограниченные крутыми склонами. Плато на суше — слабоволнистая равнина, окруженная со всех сторон крутыми уступами, которые отделяют ее от пониженных пространств.
Также различают структурные, вулканические, денудационные, аккумулятивные, нагорные.